# HatHut Records
HatHut Records ist ein unabhängiges Schweizer Plattenlabel, das hauptsächlich im Bereich der Freien Improvisation, Avantgarde und Neuen Musik beheimatet ist.

## Allgemeines zum Label
Werner X. Uehlinger gründete HatHut 1975 zunächst mit dem Anliegen, das Werk des Saxophonisten / Trompeters Joe McPhee zu vertreiben. Mittlerweile weist HatHut etablierte Musiker wie Anthony Braxton, Peter Brötzmann, Steve Lacy, David Liebman, David Murray, Lauren Newton, Cecil Taylor, Mal Waldron, John Zorn und andere in seinem Repertoire vor. Neben Brötzmann hat das Label auch andere europäische Musiker und Gruppen wie Theo Jörgensmann, Franz Koglmann, Max Nagl, das Vienna Art Orchestra oder Kate und Mike Westbrook durch Veröffentlichungen einem grösseren Publikum zugänglich gemacht. Im Bereich der Neuen Musik wurden mit dem Sublabel hat[now]ART Kompositionen von Pierre Boulez, John Cage, Cornelius Cardew, George Crumb, Morton Feldman, Charles Ives, Kurt Schwitters, Karlheinz Stockhausen und anderen eingespielt.
Ein Merkmal der HatHut-Veröffentlichungen war neben dem sehr hohen Produktionsstandard zunächst die aufwändige Verpackung, die umfangreiche Textbeilagen beinhalten konnte, in manchen Fällen wie John Zorns Doppel-CD Cobra sogar weitere Extras in Form von zwei Postkarten und anderem.
Wie andere Labels auch setzt HatHut bei grösseren Produktionen auf Kooperationen mit Rundfunkgesellschaften und/oder die Unterstützung durch Stiftungen, in den Jahren 1985–2000 gab es zudem eine finanzielle Rückendeckung durch das Kultursponsoring seitens der Bank UBS (da diese erst 1998 durch einen Zusammenschluss entstand, war sie bis dahin unter ihrer Vorgängerhälfte Swiss Bank Corporation = Schweizerischer Bankverein (SBV) aufgeführt). Im Dezember 2000 entschied sich UBS dazu, HatHut aus dem Portfolio des Kultursponsoring zu streichen. Dem wurde u. a. mit einer Neukonzeption des Verpackungskonzepts begegnet; Sämtliche (Wieder)veröffentlichungen erscheinen nur noch in einer Kartonhülle ohne die früheren Beigaben. Zudem wird mit dem auf Schwarzweissphotographien beruhenden Coverkonzept für Veröffentlichungen ausserhalb der Neuen Musik, welches das bereits bestehende puristische Design für den Bereich der Neuen Musik in Form von serifenloser grosser Schrift auf weissem Hintergrund ergänzt, auf ein durchgehendes Erkennungsmerkmal gesetzt.
HatHut limitierte in der Vergangenheit Wiederveröffentlichungen konsequent auf eine Auflage von 3'000 Stück pro CD. Das jährliche Veröffentlichungsaufkommen (Wieder- und Neuveröffentlichungen) liegt bei etwa 25 Produktionen.
Aufgrund der Ausrichtung des Programms auf ein begrenztes Zielpublikum liegen die Verkäufe des Labels deutlich unter denen anderer teilweise vergleichbarer Labels wie ECM oder auch Winter & Winter, die zwar auch Aufnahmen aus dem von HatHut abgedeckten Bereich veröffentlichen, zum Ausgleich jedoch besonders im Fall von ECM populäre Kassenschlager wie Officium von Jan Garbarek oder The Köln Concert von Keith Jarrett aufbieten können, deren Verkaufszahlen in die Hunderttausende oder höher gehen, zudem sind diese Label stilistisch breiter ausgerichtet. Im Bereich der Freien Improvisation besteht eine konzeptionelle Ähnlichkeit zu den Labeln FMP, Intakt und Ogun. Dies äussert sich auch darin, dass sich das Werk einiger Musiker sowohl bei HatHut als auch bei einem Teil der soeben erwähnten geistesverwandten und anderen Labeln wiederfindet.

## Von HatHut (wieder)veröffentlichte Alben
- Alive in the House of Saints (Myra Melford)
- Anthony Braxton’s Charlie Parker Project
- Eight (+3) Tristano Compositions 1989: For Warne Marsh (Anthony Braxton)
- Demon Chaser (Gerry Hemingway)
- Snijbloemen (Theo Jörgensmann)
- We Thought About Duke (Franz Koglmann)
- Ne Plus Ultra (Warne Marsh)
- Big Four Live (Max Nagl)
- Oleo & a Future Retrospective (Joe McPhee)
- Trois plans sur la comète (François Raulin)
- By the Law of Music (Matthew Shipp)
- On Duke’s Birthday (Mike Westbrook)